# بول شوالز (آرکانزاس)
بول شوالز (آرکانزاس) (به انگلیسی: Bull Shoals, Arkansas) یک شهر در ایالات متحده آمریکا با جمعیت ۱٬۹۵۰ نفر است که در آرکانزاس واقع شده‌است.

## موقعیت جغرافیایی
موقعیت جغرافیایی شهرها و مناطق اطراف به شرح زیر است: